# Wallowa
Wallowa es una ciudad ubicada en el condado de Wallowa en el estado estadounidense de Oregón. En el año 2000 tenía una población de 869 habitantes y una densidad poblacional de 550 personas por km².

## Geografía
Wallowa se encuentra ubicada en las coordenadas 45°34′17″N 117°31′55″O / 45.57139, -117.53194.

## Demografía
Según la Oficina del Censo en 2000 los ingresos medios por hogar en la localidad eran de $28,603 y los ingresos medios por familia eran $31,964. Los hombres tenían unos ingresos medios de $30,313 frente a los $15,417 para las mujeres. La renta per cápita para la localidad era de $14,203. Alrededor del 22% de la población estaban por debajo del umbral de pobreza.

## Localidades adyacentes
Diagrama de las localidades a un radio de 36 km a la redonda de Long Neck. 